# Can Borràs
Can Borràs és una possessió situada a Deià (Mallorca), concretament entre es Molí, Son Rutlan, ses Rotes i Son Ripoll.
Per davant Can Borràs passa un dels camins per a pujar al puig del Teix; també s'hi passa per arribar al castell des Moro.
En un safareig d'aquesta possessió hi creix una estranya falguera aquàtica que ha cridat l'atenció de la comunitat científica.